# Sandra Montserrat i Buendía
Sandra Montserrat Buendía (Viladecans, 19 d'octubre de 1976) és una filòloga i professora universitària catalana. Resideix al municipi valencià d'Elx. Des de juny de 2020 és membre de la Secció Filològica de l'Institut d'Estudis Catalans, i des de juny de 2021 és acadèmica de l'Acadèmia Valenciana de la Llengua.
Llicenciada en filologia catalana per la Universitat d'Alacant (UA) i en lingüística general per la Universitat de Barcelona, es doctorà en Llengua i Literatura Catalanes per la UA, on és professora titular d'ençà del 2008. És especialista en lèxic, tant des del vessant teòric com de l'aplicat, i ha centrat la recerca en la semàntica lèxica, fonamentalment a partir d'una perspectiva diacrònica, i en el marc de la lingüística cognitiva i per a l'estudi del canvi lèxic.
És membre, entre d'altres, de l'Institut Interuniversitari de Filologia Valenciana, la Junta Directiva de la Unitat per a l'Educació Multilingüe, el grup de recerca ISIC-IVITRA (Institut Virtual Internacional de Traducció), l'associació El Tempir i la Societat Catalana de Llengua i Literatura de l'Institut d'Estudis Catalans (IEC).
L'any 2005 va rebre el Premi Marià Aguiló de l'IEC pel treball Evolució semàntica i gramaticalització de venir (segles XII-XVI). Una aproximació segons la semàntica diacrònica cognitiva.